# Coupe d'Europe de football Conifa 2019
Navigation
Édition précédente France 2021

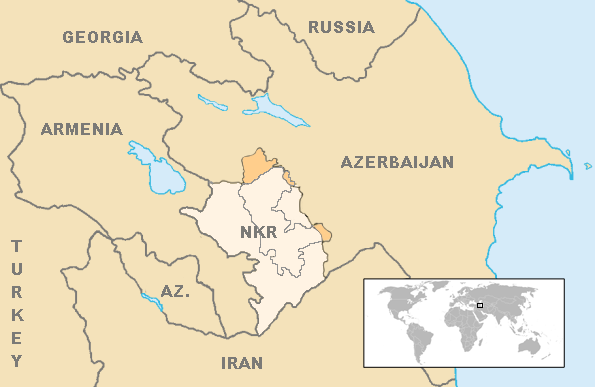
Territoire du Haut-Karabagh (NKR)

Le stade de football de Stepanakert

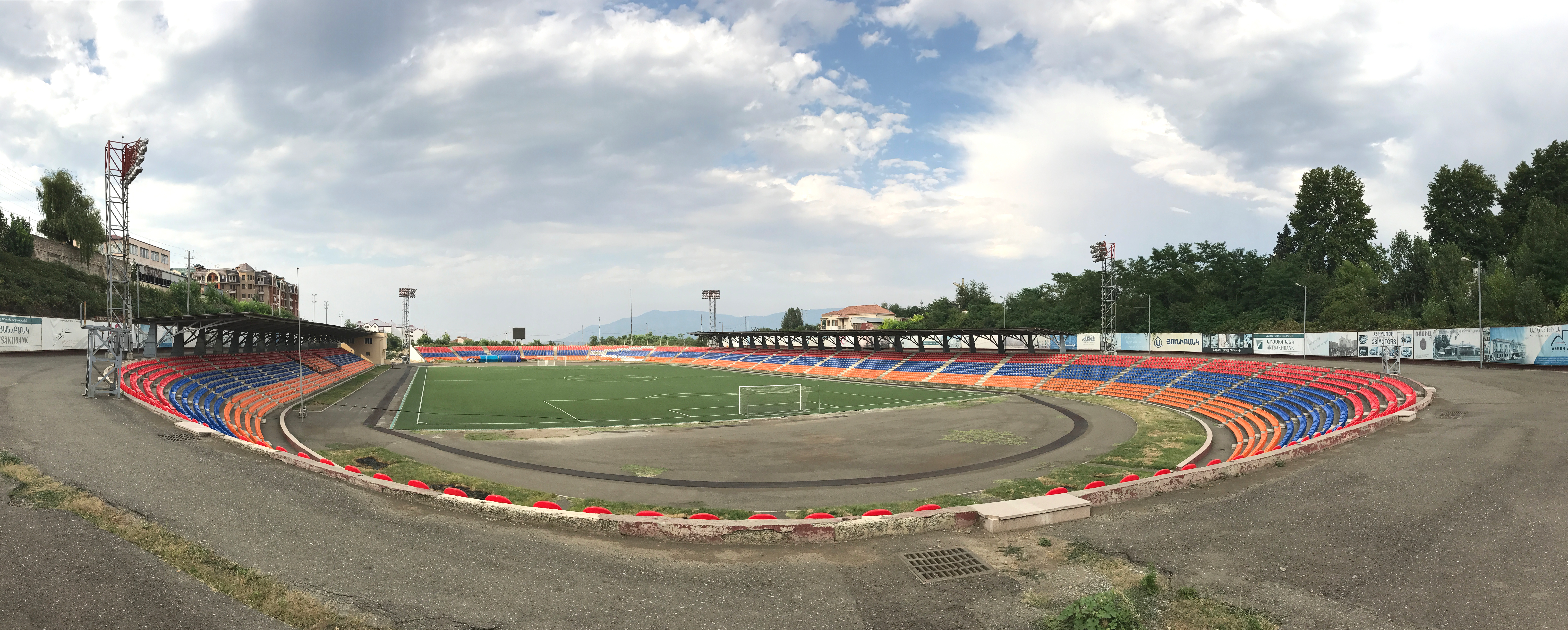
Vue du stade en 2017

La Coupe d'Europe de football ConIFA 2019 est la troisième édition de la Coupe d'Europe de football ConIFA qui a lieu en Haut-Karabagh,,, au mois de juin,,,,, un tournoi international de football pour les États, les minorités, les apatrides et les régions non affiliées à la FIFA organisée par la ConIFA,,,,,,,,,,,,,,,,,,.
Le 28 juillet 2018, une réunion est organisée dans la ville de Stepanakert entre le président de la ConIFA Europe Alberto Rischio, une commission de la ConIFA et Bako Sahakian le président la république d'Artsakh, il a été décidé que la troisième Coupe d'Europe de football Conifa 2019 aura lieu au mois de juin dans le Haut-Karabagh ou république d'Artsakh,. Cette troisième édition est de 8 sélections participant au tournoi, avec 4 équipes déjà qualifiées, l’hôte de la compétition le Haut-Karabagh, la Padanie ayant remporté les deux premières éditions (2015 et 2017).
Le 10 octobre 2018, le ministre d’État Grigory Martirosyan (en) a rencontré les chefs des différents départements d’état et de la fédération de football du Haut-Karabagh afin de répondre à un nombre de questions concernant la bonne organisation de la Coupe d'Europe de football Conifa 2019,,. Les autorités du Haut-Karabagh craignent que les hôtels ne puissent pas faire face à un grand afflux du nombre de fans. Ils ont décidé de promouvoir le programme "Famille hospitalière", dont les participants accueilleront des invités étrangers chez eux.
Le 3 avril 2019, le président Bako Sahakian tient des consultations sur l'organisation de la Coupe d'Europe de football Conifa 2019 au Haut-Karabagh.
Le 19 avril 2019, Narine Aghabalyan Ministre de l'éducation, des sciences et des sports déclare que la Coupe d'Europe de football Conifa 2019 serait une bonne occasion de présenter l'Artsakh au monde, les rencontres se dérouleront dans 4 stades du Haut-Karabagh à Stepanakert, Askeran, Martakert et Martuni.
Le 29 avril 2019, Artur Vanetsyan président de la Fédération de football d'Arménie soutien la conduite de l'événement. N'exclus pas sa participation à l'événement.
Le 11 mai 2019, Gevorg Gorgisyan (en) membre de l'Assemblée nationale d'Arménie annonce sa présence au tournoi.
Le 23 mai 2019, le Ministre d’État, Grigory Martirosyan a rencontré Slavik Gabrielyan le sélectionneur du Haut-Karabagh avec le personnel et la sélection participant au tournoi, ainsi que la Ministre de l'éducation, des sciences et des sports, Narine Aghabalyan.
Le 24 mai 2019, Bako Sahakian président de la république du Haut-Karabagh a visité le Stade Stepanakert et a été initié aux préparatifs de la Coupe d'Europe de football.
Le 31 mai 2019, le ministre des Affaires étrangères d'Artsakh, Masis Mayilyan, a reçu une délégation conduite par le ministre des Affaires étrangères de la république d'Abkhazie, Daur Kove (en), qui comprenait le conseiller du président de la république d'Abkhazie, Valery Mayromyan, et le chef de la communauté arménienne d'Abkhazie Galust Trapizonyan (en). La délégation est arrivée à Stepanakert pour participer à la cérémonie d'ouverture de la Coupe d'Europe de football Conifa 2019. Le président de la république du Haut-Karabagh, Bako Sahakian, a rencontré Anatoli Bibilov, Président de l'Ossétie du Sud, arrivé à Artsakh dans le cadre de la Coupe d'Europe de football Conifa 2019.
La ConIFA a annoncé que le tournoi ferait partie du processus de qualification pour la Coupe du monde de football ConIFA 2020, les trois meilleures équipes se qualifiant automatiquement.
La première édition a eu lieu en Hongrie et a été remportée par l'équipe de Padanie 4 à 1 face au Comté de Nice.
La seconde édition a eu lieu à Chypre du Nord et a été remportée par l'équipe de Padanie 1-1 aux tirs au but 4-2 face à Chypre du Nord.
C'est la première compétition internationale de football organisée par le Haut-Karabagh, le Haut-Karabagh avait participé à la première Coupe du monde de football ConIFA 2014 en Suède organiser par la Laponie, la sélection avait terminé la compétition à la neuvième place, perdant ses 2 premières rencontres et remportant les 2 dernières.

## Historique

### Musique officielle
Le groupe est composé de plusieurs candidats de La Voix d'Artsakh/The Voices of Artsakh (Six femmes : Armine Balasanova, Erna Mirzoyan, Lilia Gazarian, Lilia Musaelian, Oksana Baburyan et Tamara Petrosian. Cinq hommes : Alexan Asryan, Aram Musaelyan, George Alexanian, Joka Alexanian et Vachen Kocharian) a été choisi pour interpréter l'hymne officiel de Sportsbet.io de la troisième coupe d'Europe ConIFA. Il s'intitule Lokh Lava et a été dévoilé le 9 mai 2019,,.
Lokh Lava est une expression que l'on entend très souvent dans l'Artsakh. Cela signifie "tout va bien" (en arménien: "ամեն ինչ լավ է", en anglais: "All is good").

#### Paroles
| Anglais |
| --- |
| Feeling high on this night and you are ready to fight now. Try to take on the lead and everybody will follow. Run run run run, and be the champion on fire. Dum bum bum bum we hear the drums in the background. |
| Come and join us tonight and let them cheer for you champion. Live your dreams and be happy getting ready to rock now.                                                                                           |
| Run run run run because the time is right. Win win win win because the game is on. Roll Roll Roll Roll as we cheer along. And go, and go and go.                                                                 |
| Lets get united and get started everybody with the goal goal goal goal. We are ConIFA, all together we will make this place rock rock rock rock.                                                                 |
| Hey Artsakh here, were champions live their dreams. Its ConIFA where everybody sings and cheers. Clap your hands and give the courage to the champs that shoot the goals.                                        |
| The gates are waiting for you and the ball is in your court. Fans that look for a show but you're alone in the field now.                                                                                        |
| Run run run run because the time is right. Win win win win because the game is on. Roll Roll Roll Roll as we cheer along. And go, and go and go.                                                                 |

| Français |
| --- |
| Vous vous sentez bien cette nuit et vous êtes prêt à vous battre maintenant. Essayez de prendre les devants et tout le monde suivra. Courez, courez, courez, courez, et soyez le champion en feu. Dum bum bum bum nous entendons les tambours à l'arrière-plan. |
| Venez nous rejoindre ce soir et laissez-les encourager votre champion. Vivez vos rêves et soyez heureux en vous préparant au rock maintenant. |
| Courez, courez, courez, courez, car le moment est propice. Gagnez gagnez gagnez parce que le jeu est lancé. Rouler Rouler Rouler pendant que nous encourageons. Et allez, allez et allez.                                                                       |
| Soyons unis et commençons tout le monde avec l'objectif objectif objectif objectif. Nous sommes ConIFA, tous ensemble nous ferons cet endroit rock rock rock rock.                                                                                              |
| Hé Artsakh ici, les champions vivaient leurs rêves. Son ConIFA où tout le monde chante et acclame. Frappez des mains et donnez le courage aux champions qui tirent les buts.                                                                                    |
| Les portes vous attendent et la balle est dans votre camp. Les fans qui cherchent un spectacle mais vous êtes seul sur le terrain maintenant. |
| Courez, courez, courez, courez, car le moment est propice. Gagnez gagnez gagnez parce que le jeu est lancé. Rouler Rouler Rouler pendant que nous encourageons. Et allez, allez et allez.                                                                       |

### Cérémonie d'ouverture
La cérémonie d'ouverture à lieu le 1er juin à 20h00, heure locale, réunissant musique et danse de la région au stade Stepanakert, dont Sirusho, Manolo et The Gipsy Gitanes Band, Anahit Arushanyan, Voices of Artsakh,.
La cérémonie d’ouverture de la Coupe d'Europe de football Conifa 2019 s’est tenue au Stade Stepanakert dans la capitale du Haut-Karabakh, Stepanakert, devant 20 000 personnes,.

### Controverse
L'Azerbaïdjan proteste contre la Coupe d'Europe de football Conifa dans le Haut-Karabagh.
Le 24 décembre 2018, la Chef de la communauté azerbaïdjanaise de la région du Haut-Karabakh de la république d'Azerbaïdjan, Tural Ganjaliyev a envoyé une lettre de protestation à la ConIFA,.
En 2014, la Fédération d'Azerbaïdjan de football (AFFA) avait déjà protesté contre la présence de l'Équipe du Haut-Karabagh de football lors de la première Coupe du monde de football ConIFA 2014 en Suède. La ConiFA avait rejeté la protestation de la république d'Azerbaïdjan et de la Fédération d'Azerbaïdjan de football liée à la participation de l'équipe du Haut-Karabagh à la Coupe du monde de football ConIFA 2014.
La sélection de Chypre du Nord se retire de la Coupe d'Europe de football Conifa 2019 pour des raisons de sécurité. Des responsables de la Fédération de Chypre du Nord de football (KTFF) ont annoncé leur décision de ne pas participer à cette 3e édition de Coupe d'Europe de football Conifa, bien que la sélection Nord-Chypriote était qualifié automatiquement à la suite de sa seconde place à la Coupe du monde de football ConIFA 2018 en Angleterre.
L'ambassade de l'Azerbaïdjan à Stockholm proteste contre le tournoi et écrit une déclaration à Sameradion (sv) et Sveriges Television que les échanges culturels et sportifs sont un moyen de légitimer une occupation illégale du territoire azéri et que tous les participants seront inscrits sur une liste noire et se verront refuser l'entrée dans le futur à l'Azerbaïdjan.
Le président de la FA Sapmi, Håkan Kuorak, confirme que la sélection de Laponie se rendra au Haut-Karabakh, bien que l'ambassade d'Azerbaïdjan condamne la participation de la sélection Lapone et l’événement sportif.
Le président de la ConIFA, Per-Anders Blind confirme l'organisation de la troisième Coupe d'Europe de football Conifa au Haut-Karabakh, malgré les protestations de l’Azerbaïdjan.
Le ministre géorgien des Affaires étrangères, Vladimir Konstantinidi, n'apprécie pas la Coupe d'Europe de football Conifa 2019 au Haut-Karabakh, à la suite de la participation des sélections de football de l'Abkhazie et de l'Ossétie du Sud.

### Partenariat et sponsor
Le 30 janvier 2019, Sportsbet.io a annoncé un accord pour devenir le sponsor principal de la Coupe d'Europe de football Conifa 2019, marquant ainsi sa première entrée en commandite,.
La société Batemans Sports est partenaire de la troisième édition de la Coupe d'Europe de football Conifa.

### Villes et stades
Les villes et les 3 stades accueillant les matches sont :
| Stepanakert       | Askeran         | Martouni         | Martakert             |
| Stade Stepanakert | Stade d'Askéran | Stade de Martuni | Stade Vigen Shirinyan |
| Capacité: 12,000  | Capacité: 500   | Capacité: 1,080  | Capacité: 2,300       |
|                   |                 |                  |                       |

Les stades accueillent les matchs de la ligue du Haut-Karabagh de football qui a été lancée en 2009, ainsi que d'autres événements sportifs. Avant le tournoi, les stades ont été remis à neuf. Le Stade Vigen Shirinyan avait une capacité de 1 000 places, grâce à sa rénovation, sa capacité est actuellement de 3 000 places,.

### Tirage au sort
Le tirage au sort de la coupe d’Europe 2019, a lieu le 26 et 27 janvier 2019 à 11h30 heures (heure locale) à Cracovie en Pologne, lors de l'Assemblée générale annuelle de la ConIFA. Chaque représentant des douze associations est présent pendant le tirage au sort des équipes dans la répartition dans chacun des trois groupes,,.
Le tirage au sort a été effectué par Alberto Rischio, président de la zone ConIFA Europe; par Ashot Danielyan (en), ministre des Sciences et des Sports du Haut-Karabagh et par Lucy Thomas, responsable des relations publiques et des commandites des sponsors du tournoi, Sportsbet.com.au (en),.

### Diffusion
Le tirage au sort comme les rencontres sont diffusés sur la chaîne de la ConIFA TV, la plate-forme de Streaming Mycujoo (en) et sur la chaîne du Haut-Karabagh, Artsakh Public TV (en), ainsi que sur plusieurs médias, presses et chaînes TV internationaux,.

### Équipes participantes
| Groupe A                                          | Groupe B                                           | Groupe C                                   |
| ------------------------------------------------- | -------------------------------------------------- | ------------------------------------------ |
| Haut-Karabagh (hôte) Padanie Abkhazie Pays sicule | Comté de Nice, Donetsk Laponie Arménie occidentale | Chameria Lougansk Sardaigne Ossétie du sud |

L'équipe de Cornouailles a été choisie pour remplacer une sélection en cas de désistement avant le début de la compétition.
Pour la première fois les sélections de Chameria, de la république populaire de Donetsk, de la république populaire de Lougansk et de Sardaigne participeront à une compétition internationale de football au sein de la ConIFA.
Le 6 mai 2019, la Sardaigne annonce à la presse son retrait de la compétition.
Le 22 mai 2019, la ConIFA annonce le retrait de plusieurs sélections de la compétition, la Sardaigne, la Cornouaille, le Comté de Nice, la république populaire de Donetsk et de Lougansk. La ConIFA décide de former deux groupes de quatre équipes. Les participants passent de 12 à 8 équipes,.
| Groupe A                                            | Groupe B                                               |
| --------------------------------------------------- | ------------------------------------------------------ |
| Haut-Karabagh (pays hôte) Laponie Abkhazie Chameria | Padanie Arménie occidentale Ossétie du sud Pays sicule |

## Acteurs de la Coupe d'Europe

### Arbitres
La ConIFA a annoncé un total de 18 arbitres pour le tournoi.

## Tournoi

### Phase de groupes

#### Groupe A

##### Classements et résultats
| Rang | Équipe        | J | V | N | D | BM | BE | DB | Pts |
| ---- | ------------- | - | - | - | - | -- | -- | -- | --- |
| 1    | Abkhazie      | 3 | 2 | 1 | 0 | 5  | 2  | +3 | 7   |
| 2    | Chameria      | 3 | 2 | 0 | 1 | 9  | 4  | +5 | 6   |
| 3    | Haut-Karabagh | 3 | 1 | 1 | 1 | 5  | 7  | -2 | 4   |
| 4    | Laponie       | 3 | 0 | 0 | 3 | 2  | 8  | -6 | 0   |

| 2 juin 2019 | Abkhazie                                  | 3 – 1     | Chameria          | Stade d'Askéran, Askeran                                                                       |                                                                                                |
| 16:00       | Dmitry Maskaev 48e · Shabat Logua 49e 74e |           | 30e Fravjo Prendi | Spectateurs : 500 Arbitrage : Arkadi Akobyan, Sedrak Akobyan, Petros Karapetyan, Roger Lunback | Spectateurs : 500 Arbitrage : Arkadi Akobyan, Sedrak Akobyan, Petros Karapetyan, Roger Lunback |
| 16:00       | Tarash Khagba 88e                         | (Rapport) |                   | Spectateurs : 500 Arbitrage : Arkadi Akobyan, Sedrak Akobyan, Petros Karapetyan, Roger Lunback | Spectateurs : 500 Arbitrage : Arkadi Akobyan, Sedrak Akobyan, Petros Karapetyan, Roger Lunback |

| 2 juin 2019 | Haut-Karabagh                                                | 3 – 2 | Laponie                                           | Stade Stepanakert, Stepanakert                                                                        | |
| 20:00       | Norik Mkrtchyan 3e · Arsen Sargsyan 43e · Dmitry Malyaka 82e |       | 24e Benjamin Zakrisson · 83e Kristoffer Edvardsen | Spectateurs : 12 000 Arbitrage : Dmitrii Zhukov, Vitalii Mazin, Valerii Kravchenko, Aleksandr Demenko | Spectateurs : 12 000 Arbitrage : Dmitrii Zhukov, Vitalii Mazin, Valerii Kravchenko, Aleksandr Demenko |
| 20:00       | (Rapport)                                                    |       |                                                   | Spectateurs : 12 000 Arbitrage : Dmitrii Zhukov, Vitalii Mazin, Valerii Kravchenko, Aleksandr Demenko | Spectateurs : 12 000 Arbitrage : Dmitrii Zhukov, Vitalii Mazin, Valerii Kravchenko, Aleksandr Demenko |

| 3 juin 2019 | Haut-Karabagh      | 1 – 4     | Chameria                                                     | Stade de Martuni, Martouni                                                                    |                                                                                               |
| 18:00       | Arsen Sargsyan 59e |           | 58e 90+3e Marko Çema · 90+2e Vilson Mziu · 90+5e Samet Gjoka | Spectateurs : 1 080 Arbitrage : Ivan Mrkalj, Dennis Karwatzki, André Ahnert, Julian Schilling | Spectateurs : 1 080 Arbitrage : Ivan Mrkalj, Dennis Karwatzki, André Ahnert, Julian Schilling |
| 18:00       |                    | (Rapport) | 38e Klajdi Kryemadhi · 46e Marko Çema · 83e Tedi Baholli     | Spectateurs : 1 080 Arbitrage : Ivan Mrkalj, Dennis Karwatzki, André Ahnert, Julian Schilling | Spectateurs : 1 080 Arbitrage : Ivan Mrkalj, Dennis Karwatzki, André Ahnert, Julian Schilling |

| 3 juin 2019 | Abkhazie                | 1 – 0 | Laponie | Stade Vigen Shirinyan, Martakert | |
| 18:00       | Georgiy Dgebuadze 45+2e |       |         | Spectateurs : 2 300 Arbitrage : Ahmed Sabah Radha Ahmed, Albarazanchi Ahmed Jalal Ibrahim, Almizori Diyar Abduljabar Haji, Mohammed Twana Othman Mohammed | Spectateurs : 2 300 Arbitrage : Ahmed Sabah Radha Ahmed, Albarazanchi Ahmed Jalal Ibrahim, Almizori Diyar Abduljabar Haji, Mohammed Twana Othman Mohammed |
| 18:00       | (Rapport)               |       |         | Spectateurs : 2 300 Arbitrage : Ahmed Sabah Radha Ahmed, Albarazanchi Ahmed Jalal Ibrahim, Almizori Diyar Abduljabar Haji, Mohammed Twana Othman Mohammed | Spectateurs : 2 300 Arbitrage : Ahmed Sabah Radha Ahmed, Albarazanchi Ahmed Jalal Ibrahim, Almizori Diyar Abduljabar Haji, Mohammed Twana Othman Mohammed |

| 4 juin 2019 | Haut-Karabagh       | 1 – 1     | Abkhazie        | Stade de Martuni, Martouni                                                                           | |
| 18:00       | Norik Mkrtchyan 33e |           | 8e Shabat Logua | Spectateurs : 1 080 Arbitrage : Dmitrii Zhukov, Vitalii Mazin, Valerii Kravchenko, Aleksandr Demenko | Spectateurs : 1 080 Arbitrage : Dmitrii Zhukov, Vitalii Mazin, Valerii Kravchenko, Aleksandr Demenko |
| 18:00       | Marat Karapetyan 6e | (Rapport) |                 | Spectateurs : 1 080 Arbitrage : Dmitrii Zhukov, Vitalii Mazin, Valerii Kravchenko, Aleksandr Demenko | Spectateurs : 1 080 Arbitrage : Dmitrii Zhukov, Vitalii Mazin, Valerii Kravchenko, Aleksandr Demenko |

| 4 juin 2019 | Laponie                  | 0 – 4     | Chameria                                               | Stade Vigen Shirinyan, Martakert                                                              |                                                                                               |
| 18:00       |                          |           | 5e Vilson Mziu · 22e 45e Edmond Hoxha · 78e Marko Çema | Spectateurs : 2 300 Arbitrage : Ivan Mrkalj, Dennis Karwatzki, André Ahnert, Julian Schilling | Spectateurs : 2 300 Arbitrage : Ivan Mrkalj, Dennis Karwatzki, André Ahnert, Julian Schilling |
| 18:00       | Stein Arne Mannsverk 27e | (Rapport) |                                                        | Spectateurs : 2 300 Arbitrage : Ivan Mrkalj, Dennis Karwatzki, André Ahnert, Julian Schilling | Spectateurs : 2 300 Arbitrage : Ivan Mrkalj, Dennis Karwatzki, André Ahnert, Julian Schilling |

#### Groupe B

##### Classements et résultats
| Rang | Équipe              | J | V | N | D | BM | BE | DB | Pts |
| ---- | ------------------- | - | - | - | - | -- | -- | -- | --- |
| 1    | Ossétie du sud      | 3 | 2 | 1 | 0 | 6  | 4  | +2 | 7   |
| 2    | Arménie occidentale | 3 | 1 | 1 | 1 | 7  | 3  | +4 | 4   |
| 3    | Padanie             | 3 | 1 | 1 | 1 | 6  | 3  | +3 | 4   |
| 4    | Pays sicule         | 3 | 0 | 1 | 2 | 2  | 11 | -9 | 1   |

| 2 juin 2019 | Padanie                                                          | 4 – 0     | Pays sicule                                             | Stade Vigen Shirinyan, Martakert                                                              |                                                                                               |
| 18:00       | Stefano Tignonsini 7e · Federico Corno 53e 78e · Andrea Rota 61e |           |                                                         | Spectateurs : 2 200 Arbitrage : Ivan Mrkalj, Dennis Karwatzki, André Ahnert, Julian Schilling | Spectateurs : 2 200 Arbitrage : Ivan Mrkalj, Dennis Karwatzki, André Ahnert, Julian Schilling |
| 18:00       |                                                                  | (Rapport) | 43e Szilárd Magyari · 56e Barna Bajkó · 84e Rozsa Arpad | Spectateurs : 2 200 Arbitrage : Ivan Mrkalj, Dennis Karwatzki, André Ahnert, Julian Schilling | Spectateurs : 2 200 Arbitrage : Ivan Mrkalj, Dennis Karwatzki, André Ahnert, Julian Schilling |

| 2 juin 2019 | Arménie occidentale | 1 – 2 | Ossétie du sud           | Stade de Martuni, Martouni | |
| 18:00       | Arman Aslanyan 79e  |       | 29e 56e Batraz Gurtsiyev | Spectateurs : 1 080 Arbitrage : Ahmed Sabah Radha Ahmed, Albarazanchi Ahmed Jalal Ibrahim, Almizori Diyar Abduljabar Haji, Mohammed Twana Othman Mohammed | Spectateurs : 1 080 Arbitrage : Ahmed Sabah Radha Ahmed, Albarazanchi Ahmed Jalal Ibrahim, Almizori Diyar Abduljabar Haji, Mohammed Twana Othman Mohammed |
| 18:00       | (Rapport)           |       |                          | Spectateurs : 1 080 Arbitrage : Ahmed Sabah Radha Ahmed, Albarazanchi Ahmed Jalal Ibrahim, Almizori Diyar Abduljabar Haji, Mohammed Twana Othman Mohammed | Spectateurs : 1 080 Arbitrage : Ahmed Sabah Radha Ahmed, Albarazanchi Ahmed Jalal Ibrahim, Almizori Diyar Abduljabar Haji, Mohammed Twana Othman Mohammed |

| 3 juin 2019 | Pays sicule    | 0 – 5     | Arménie occidentale                                                                                      | Stade d'Askéran, Askeran                                                                     |                                                                                              |
| 16:00       |                |           | 8e Zaven Badoyan · 55e Davit Hovsepyan · 73e Vazdan Bakalyan · 81e Davit Minasyan · 90+1e Arman Aslanyan | Spectateurs : 500 Arbitrage : Arkadi Akobyan, Petros Karapetyan, Sedrak Akobyan, René Jacobi | Spectateurs : 500 Arbitrage : Arkadi Akobyan, Petros Karapetyan, Sedrak Akobyan, René Jacobi |
| 16:00       | Tanko Elod 63e | (Rapport) | | Spectateurs : 500 Arbitrage : Arkadi Akobyan, Petros Karapetyan, Sedrak Akobyan, René Jacobi | Spectateurs : 500 Arbitrage : Arkadi Akobyan, Petros Karapetyan, Sedrak Akobyan, René Jacobi |

| 3 juin 2019 | Padanie             | 1 – 2     | Ossétie du sud                            | Stade Stepanakert, Stepanakert                                                                       | |
| 20:00       | Riccardo Ravasi 89e |           | 55e Batraz Gurtsiyev · 80e Ibragim Bazaev | Spectateurs : 5 000 Arbitrage : Dmitrii Zhukov, Vitalii Mazin, Valerii Kravchenko, Aleksandr Demenko | Spectateurs : 5 000 Arbitrage : Dmitrii Zhukov, Vitalii Mazin, Valerii Kravchenko, Aleksandr Demenko |
| 20:00       |                     | (Rapport) | 86e Georgy Kabulov                        | Spectateurs : 5 000 Arbitrage : Dmitrii Zhukov, Vitalii Mazin, Valerii Kravchenko, Aleksandr Demenko | Spectateurs : 5 000 Arbitrage : Dmitrii Zhukov, Vitalii Mazin, Valerii Kravchenko, Aleksandr Demenko |

| 4 juin 2019 | Pays sicule                         | 2 – 2     | Ossétie du sud           | Stade d'Askéran, Askeran                                                                     |                                                                                              |
| 16:00       | Vékás Barna 54e · Kovács Botond 82e |           | 72e 84e Batraz Gurtsiyev | Spectateurs : 500 Arbitrage : Arkadi Akobyan, Petros Karapetyan, Sedrak Akobyan, René Jacobi | Spectateurs : 500 Arbitrage : Arkadi Akobyan, Petros Karapetyan, Sedrak Akobyan, René Jacobi |
| 16:00       | Hunor Ghinea 79e                    | (Rapport) | 51e Akhsar Dzhioev       | Spectateurs : 500 Arbitrage : Arkadi Akobyan, Petros Karapetyan, Sedrak Akobyan, René Jacobi | Spectateurs : 500 Arbitrage : Arkadi Akobyan, Petros Karapetyan, Sedrak Akobyan, René Jacobi |

| 4 juin 2019 | Padanie             | 1 – 1     | Arménie occidentale                                                 | Stade Stepanakert, Stepanakert | |
| 20:00       | Niccolo Colombo 69e |           | 67e Artur Yedigaryan                                                | Spectateurs : 6 000 Arbitrage : Ahmed Sabah Radha Ahmed, Albarazanchi Ahmed Jalal Ibrahim, Almizori Diyar Abduljabar Haji, Mohammed Twana Othman Mohammed | Spectateurs : 6 000 Arbitrage : Ahmed Sabah Radha Ahmed, Albarazanchi Ahmed Jalal Ibrahim, Almizori Diyar Abduljabar Haji, Mohammed Twana Othman Mohammed |
| 20:00       |                     | (Rapport) | 37e Benik Hovhannisyan · 43e Stepan Ghazaryan · 54e Davit Hovsepyan | Spectateurs : 6 000 Arbitrage : Ahmed Sabah Radha Ahmed, Albarazanchi Ahmed Jalal Ibrahim, Almizori Diyar Abduljabar Haji, Mohammed Twana Othman Mohammed | Spectateurs : 6 000 Arbitrage : Ahmed Sabah Radha Ahmed, Albarazanchi Ahmed Jalal Ibrahim, Almizori Diyar Abduljabar Haji, Mohammed Twana Othman Mohammed |

### Phase à élimination directe

#### Tournoi final
|  | Demi-finales                           | Demi-finales                           |                     |       | Finale                                 | Finale                                 |
|  | Demi-finales                           | Demi-finales                           |                     |       | Finale                                 | Finale                                 |
|  |                                        |                                        |                     |       |                                        |                                        |
|  | 6 juin, Stade Stepanakert, Stepanakert | 6 juin, Stade Stepanakert, Stepanakert |                     |       | 9 juin, Stade Stepanakert, Stepanakert | 9 juin, Stade Stepanakert, Stepanakert |
|  | 6 juin, Stade Stepanakert, Stepanakert | 6 juin, Stade Stepanakert, Stepanakert |                     |       | 9 juin, Stade Stepanakert, Stepanakert | 9 juin, Stade Stepanakert, Stepanakert |
|  | Abkhazie                               | 1 (0)                                  |                     |       | 9 juin, Stade Stepanakert, Stepanakert | 9 juin, Stade Stepanakert, Stepanakert |
|  | Abkhazie                               | 1 (0)                                  |                     |       | 9 juin, Stade Stepanakert, Stepanakert | 9 juin, Stade Stepanakert, Stepanakert |
|  | Arménie occidentale                    | 1 (3)                                  |                     |       | 9 juin, Stade Stepanakert, Stepanakert | 9 juin, Stade Stepanakert, Stepanakert |
|  | Arménie occidentale                    | 1 (3)                                  | Arménie occidentale | 0     |                                        |                                        |
|  | 6 juin, Stade d'Askéran, Askeran       |                                        | Arménie occidentale | 0     |                                        |                                        |
|  |                                        | Ossétie du sud                         | 1                   |       |                                        |                                        |
|  | Ossétie du sud                         | Ossétie du sud                         | 1                   | 0 (6) |                                        |                                        |
|  | Ossétie du sud                         |                                        |                     | 0 (6) |                                        |                                        |
|  | Chameria                               | 0 (5)                                  |                     |       |                                        |                                        |
|  | Chameria                               | 0 (5)                                  | 3e place            |       |                                        |                                        |
|  |                                        |                                        |                     |       |                                        |                                        |
|  | 8 juin, Stade Stepanakert, Stepanakert |                                        |                     |       |                                        |                                        |
|  |                                        |                                        |                     |       |                                        |                                        |
|  | Abkhazie                               | 0 (5)                                  |                     |       |                                        |                                        |
|  | Abkhazie                               | 0 (5)                                  |                     |       |                                        |                                        |
|  | Chameria                               | 0 (4)                                  |                     |       |                                        |                                        |
|  | Chameria                               | 0 (4)                                  |                     |       |                                        |                                        |

#### Tableau final

##### Demi-finales classement
| 6 juin 2019 | Haut-Karabagh                                     | 2 – 1     | Pays sicule                                          | Stade de Martuni, Martouni                                                                           | |
| 17:00       | Arsen Sargsyan 76e (pen.) · Narek Danielyan 90+4e |           | 62e Barna Vékás                                      | Spectateurs : 1 080 Arbitrage : Dmitrii Zhukov, Vitalii Mazin, Valerii Kravchenko, Aleksandr Demenko | Spectateurs : 1 080 Arbitrage : Dmitrii Zhukov, Vitalii Mazin, Valerii Kravchenko, Aleksandr Demenko |
| 17:00       |                                                   | (Rapport) | 36e Tanko Elod · 79e Lazar Attila · 93e Hunor Ghinea | Spectateurs : 1 080 Arbitrage : Dmitrii Zhukov, Vitalii Mazin, Valerii Kravchenko, Aleksandr Demenko | Spectateurs : 1 080 Arbitrage : Dmitrii Zhukov, Vitalii Mazin, Valerii Kravchenko, Aleksandr Demenko |

| 6 juin 2019 | Padanie                                                                  | 4 – 0     | Laponie                  | Stade Vigen Shirinyan, Martakert                                                             |                                                                                              |
| 17:00       | Niccolò Colombo 4e · Federico Corno 45e 73e · Riccardo Ravasi 46e (pen.) |           |                          | Spectateurs : 2 300 Arbitrage : René Jacobi, Felix Bröker, Petros Karapetyan, Sedrak Akobyan | Spectateurs : 2 300 Arbitrage : René Jacobi, Felix Bröker, Petros Karapetyan, Sedrak Akobyan |
| 17:00       |                                                                          | (Rapport) | 46e Kristoffer Edvardsen | Spectateurs : 2 300 Arbitrage : René Jacobi, Felix Bröker, Petros Karapetyan, Sedrak Akobyan | Spectateurs : 2 300 Arbitrage : René Jacobi, Felix Bröker, Petros Karapetyan, Sedrak Akobyan |

##### Demi-finales
| 6 juin 2019 | Abkhazie          | 1 – 1 | Arménie occidentale      | Stade Stepanakert, Stepanakert                                                                |                                                                                               |
| 20:00       | Alan Khugayev 10e |       | 32e (pen.) David Manoyan | Spectateurs : 7 000 Arbitrage : Ivan Mrkalj, Dennis Karwatzki, André Ahnert, Julian Schilling | Spectateurs : 7 000 Arbitrage : Ivan Mrkalj, Dennis Karwatzki, André Ahnert, Julian Schilling |
| 20:00       | (Rapport)         |       |                          | Spectateurs : 7 000 Arbitrage : Ivan Mrkalj, Dennis Karwatzki, André Ahnert, Julian Schilling | Spectateurs : 7 000 Arbitrage : Ivan Mrkalj, Dennis Karwatzki, André Ahnert, Julian Schilling |
| 20:00       | Tirs au but 0 - 3 |       |                          | Spectateurs : 7 000 Arbitrage : Ivan Mrkalj, Dennis Karwatzki, André Ahnert, Julian Schilling | Spectateurs : 7 000 Arbitrage : Ivan Mrkalj, Dennis Karwatzki, André Ahnert, Julian Schilling |

| 6 juin 2019 | Ossétie du sud    | 0 – 0     | Chameria        | Stade d'Askéran, Askeran | |
| 16:00       |                   |           |                 | Spectateurs : 500 Arbitrage : Ahmed Sabah Radha Ahmed, Albarazanchi Ahmed Jalal Ibrahim, Almizori Diyar Abduljabar Haji, Mohammed Twana Othman Mohammed | Spectateurs : 500 Arbitrage : Ahmed Sabah Radha Ahmed, Albarazanchi Ahmed Jalal Ibrahim, Almizori Diyar Abduljabar Haji, Mohammed Twana Othman Mohammed |
| 16:00       |                   | (Rapport) | 56e Rei Zaimi · | Spectateurs : 500 Arbitrage : Ahmed Sabah Radha Ahmed, Albarazanchi Ahmed Jalal Ibrahim, Almizori Diyar Abduljabar Haji, Mohammed Twana Othman Mohammed | Spectateurs : 500 Arbitrage : Ahmed Sabah Radha Ahmed, Albarazanchi Ahmed Jalal Ibrahim, Almizori Diyar Abduljabar Haji, Mohammed Twana Othman Mohammed |
| 16:00       | Tirs au but 6 - 5 |           |                 | Spectateurs : 500 Arbitrage : Ahmed Sabah Radha Ahmed, Albarazanchi Ahmed Jalal Ibrahim, Almizori Diyar Abduljabar Haji, Mohammed Twana Othman Mohammed | Spectateurs : 500 Arbitrage : Ahmed Sabah Radha Ahmed, Albarazanchi Ahmed Jalal Ibrahim, Almizori Diyar Abduljabar Haji, Mohammed Twana Othman Mohammed |

##### 7eplace
| 8 juin 2019 | Laponie                                         | 3 – 2     | Pays sicule                                 | Stade d'Askéran, Askeran                                                                    |                                                                                             |
| 14:00       | Benjamin Zakrisson 17e · Samuli Laitila 19e 75e |           | 35e Rajmond Balint · 55e (pen.) Kovács Ákos | Spectateurs : 500 Arbitrage : René Jacobi, Sedrak Akobyan, Petros Karapetyan, Roger Lunback | Spectateurs : 500 Arbitrage : René Jacobi, Sedrak Akobyan, Petros Karapetyan, Roger Lunback |
| 14:00       | Jarkko Lahdenmäki 38e                           | (Rapport) | 23e 60e 60e Hunor Ghinea                    | Spectateurs : 500 Arbitrage : René Jacobi, Sedrak Akobyan, Petros Karapetyan, Roger Lunback | Spectateurs : 500 Arbitrage : René Jacobi, Sedrak Akobyan, Petros Karapetyan, Roger Lunback |

##### 5eplace
| 8 juin 2019 | Padanie | 0 – 2     | Haut-Karabagh                                                     | Stade Stepanakert, Stepanakert                                                            |                                                                                           |
| 11:00       |         |           | 58e Arsen Sargsyan · 90+6e Dmitry Malyaka                         | Spectateurs : 4 400 Arbitrage : Ivan Mrkalj, Felix Bröker, André Ahnert, Julian Schilling | Spectateurs : 4 400 Arbitrage : Ivan Mrkalj, Felix Bröker, André Ahnert, Julian Schilling |
| 11:00       |         | (Rapport) | 58e 95e Arsen Sargsyan · 85e Gor Poghosyan · 93e Gevorg Poghosyan | Spectateurs : 4 400 Arbitrage : Ivan Mrkalj, Felix Bröker, André Ahnert, Julian Schilling | Spectateurs : 4 400 Arbitrage : Ivan Mrkalj, Felix Bröker, André Ahnert, Julian Schilling |

##### Match pour la troisième place
| 8 juin 2019 | Abkhazie                                                                                                | 0 – 0     | Chameria                                                 | Stade Stepanakert, Stepanakert                                                                       | |
| 16:30       | |           |                                                          | Spectateurs : 6 200 Arbitrage : Dmitrii Zhukov, Vitalii Mazin, Valerii Kravchenko, Aleksandr Demenko | Spectateurs : 6 200 Arbitrage : Dmitrii Zhukov, Vitalii Mazin, Valerii Kravchenko, Aleksandr Demenko |
| 16:30       | Daur Chanba 25e · Danilo Ardzinba 47e · Georgiy Dgebuadze 73e · Dmitri Maskayev 80e · Alan Khugayev 81e | (Rapport) | 42e Fravjo Prendi · 62e 62e Rei Zaimi · 78e Marko Çema · | Spectateurs : 6 200 Arbitrage : Dmitrii Zhukov, Vitalii Mazin, Valerii Kravchenko, Aleksandr Demenko | Spectateurs : 6 200 Arbitrage : Dmitrii Zhukov, Vitalii Mazin, Valerii Kravchenko, Aleksandr Demenko |
| 16:30       | Tirs au but 5 - 4                                                                                       |           |                                                          | Spectateurs : 6 200 Arbitrage : Dmitrii Zhukov, Vitalii Mazin, Valerii Kravchenko, Aleksandr Demenko | Spectateurs : 6 200 Arbitrage : Dmitrii Zhukov, Vitalii Mazin, Valerii Kravchenko, Aleksandr Demenko |

##### Finale
| 9 juin 2019 | Arménie occidentale                                                                                 | 0 – 1     | Ossétie du sud     | Stade Stepanakert, Stepanakert                                                                                     | |
| 16:00,      | |           | 65e Ibragim Bazaev | Spectateurs : 12 000 Arbitrage : Dmitrii Zhukov, Vitalii Mazin, Valerii Kravchenko, Aleksandr Demenko, Ivan Mrkalj | Spectateurs : 12 000 Arbitrage : Dmitrii Zhukov, Vitalii Mazin, Valerii Kravchenko, Aleksandr Demenko, Ivan Mrkalj |
| 16:00,      | Rafayel Safaryan 39e · Andreas Mkztsian 43e · Raffi Kaya 45e · Fabrice Guzel 63e · Herant Yagan 91e | (Rapport) | 80e Arsen Kaytov   | Spectateurs : 12 000 Arbitrage : Dmitrii Zhukov, Vitalii Mazin, Valerii Kravchenko, Aleksandr Demenko, Ivan Mrkalj | Spectateurs : 12 000 Arbitrage : Dmitrii Zhukov, Vitalii Mazin, Valerii Kravchenko, Aleksandr Demenko, Ivan Mrkalj |

## Statistiques, classements et buteurs

### Classement des buteurs
| 5 buts - Batraz Gurtsiyev 4 buts - Federico Corno - Arsen Sargsyan 3 buts - Shabat Logua - Marko Çema (en) 2 buts - Ibragim Bazaev - Vékás Barna - Arman Aslanyan - Dmitri Malyaka (en) - Norik Mkrtchyan - Riccardo Ravasi - Niccolo Colombo - Benjamin Zakrisson - Samuli Laitila - Edmond Hoxha (en) - Vilson Mziu | 1 but - Kovács Botond - Rajmond Balint - Kovács Ákos - Kristoffer Edvardsen - Georgiy Dgebuadze - Alan Khugayev (footballer) (en) - Dmitri Maskayev (en) - Narek Danielyan - Stefano Tignonsini - Andrea Rota - Artur Yedigaryan - David Manoyan - Zaven Badoyan - Davit Hovsepyan - Vazdan Bakalyan - Davit Minasyan - Flavio Prendi (en) - Samet Gjoka |

### Classement final
| No | Équipe              | J | V | N | D | BM | BE | DB  | Pts |
| -- | ------------------- | - | - | - | - | -- | -- | --- | --- |
| 1  | Ossétie du sud      | 5 | 3 | 2 | 0 | 7  | 4  | +3  | 11  |
| 2  | Arménie occidentale | 5 | 1 | 2 | 2 | 8  | 5  | +3  | 5   |
| 3  | Abkhazie            | 5 | 2 | 3 | 0 | 6  | 3  | +3  | 9   |
| 4  | Chameria            | 5 | 2 | 2 | 1 | 9  | 4  | +5  | 8   |
| 5  | Haut-Karabagh       | 5 | 3 | 1 | 1 | 9  | 8  | +1  | 10  |
| 6  | Padanie             | 5 | 2 | 1 | 2 | 10 | 5  | +5  | 7   |
| 7  | Laponie             | 5 | 1 | 0 | 4 | 5  | 14 | -9  | 3   |
| 8  | Pays sicule         | 5 | 0 | 1 | 4 | 5  | 16 | -11 | 1   |

## Discipline

### Bilan par joueur

#### Carton jaune
| - Rei Zaimi, 56e face à l'Ossétie du sud - Rei Zaimi, 62e face à l'Abkhazie - Fravjo Prendi, 42e face a l'Abkhazie - Marko Çema, 78e face à l'Abkhazie - Klajdi Kryemadhi, 38e face au Haut-Karabagh - Marko Çema, 46e face au Haut-Karabagh - Tedi Baholli, 83e face au Haut-Karabagh - Marat Karapetyan, 6e face à l'Abkhazie - Arsen Sargsyan, 58e face à la Padanie | - Benik Hovhannisyan, 37e face à la Padanie - Stepan Ghazaryan, 43e face à la Padanie - Davit Hovsepyan, 54e face à la Padanie - Rafayel Safaryan, 39e face à l'Ossétie du sud - Andreas Mkztsian, 43e face à l'Ossétie du sud - Raffi Kaya, 45e face à l'Ossétie du sud - Fabrice Guzel, 63e face à l'Ossétie du sud - Herant Yagan 91e face à l'Ossétie du sud - Gor Poghosyan, 85e face à la Padanie | - Szilárd Magyari, 43e face à la Padanie - Barna Bajkó, 56e face à la Padanie - Tanko Elod, 36e face au Haut-Karabagh - Hunor Ghinea, 93e face au Haut-Karabagh - Hunor Ghinea, 79e face à l'Ossétie du sud - Hunor Ghinea, 23e 60e face a la Laponie - Akhsar Dzhioev, 51e face au Pays sicule - Georgy Kabulov, 86e face à la Padanie - Arsen Kaytov, 80e face à l'Arménie occidentale | - Tarash Khagba, 88e face à Chameria - Daur Chanba, 25e face à Chameria - Danilo Ardzinba, 47e face à Chameria - Georgiy Dgebuadze ,73e face à Chameria - Dmitri Maskayev,80e face à Chameria - Alan Khugayev,81e face à Chameria - Stein Arne Mannsverk, 27e face à Chameria - Jarkko Lahdenmaki, 38e face au Pays sicule - Kristoffer Edvardsen, 46e face à la Padanie |

#### Carton rouge
- Rozsa Arpad, 84e face à la  Padanie
- Tanko Elod, 63e face à  l'Arménie occidentale
- Lazar Attila, 79e face au  Haut-Karabagh
- Hunor Ghinea, 60e face a la  Laponie
- Gevorg Poghosyan, 93e face à la  Padanie
- Arsen Sargsyan, 95e face à la  Padanie
- Rei Zaimi, 62e face à  l'Abkhazie

#### Carton vert
- Dmitry Malyaka, 64e face à  Chameria
- Raffi Raya, 65e face à la  Padanie
- Mika Haetta, 88e face au  Pays sicule
- Samet Gjoka, 65e face à  l'Abkhazie
- Klajdi Kryemadhi, 86e face au  Haut-Karabagh

### Joueurs avertis
4 cartons jaunes et 1 rouge
- Hunor Ghinea

2 cartons jaunes et 1 rouge
- Rei Zaimi

2 cartons jaunes
- Marko Çema

1 carton jaunes et 1 rouge
- Arsen Sargsyan
- Tanko Elod

1 carton jaune et 1 vert
- Klajdi Kryemadhi
- Raffi Kaya

### Bilan par équipe
| Class. | Équipe              | Groupe | Carton rouge | Averti | CV |
| ------ | ------------------- | ------ | ------------ | ------ | -- |
| 1      | Pays sicule         | B      | 4            | 7      | 0  |
| 2      | Haut-Karabagh       | A      | 2            | 3      | 1  |
| 3      | Chameria            | A      | 1            | 7      | 2  |
| 4      | Arménie occidentale | B      | 0            | 8      | 1  |
| 5      | Abkhazie            | A      | 0            | 6      | 0  |
| 6      | Laponie             | A      | 0            | 3      | 1  |
| 7      | Ossétie du sud      | B      | 0            | 3      | 0  |
| 8      | Padanie             | B      | 0            | 0      | 0  |